# Liste der Vorsteherinnen von Frauenchiemsee
Diese Liste enthält die namentlich bekannten Vorsteherinnen des Benediktinerinnenklosters Frauenchiemsee seit dessen Gründung im Jahr 782. Diese waren in der Regel zur Äbtissin geweiht, in einzelnen Phasen war das Äbtissinnenamt jedoch vakant und das Kloster wurde durch eine Administratorin oder Priorin geleitet.
Äbtissinnen:
1. Irmgard, Tochter König Ludwigs des Deutschen, † 16. Juli 866
2. Herburgis, ebenfalls aus karolingischem Geschlecht, † 931
3. Leonora von Habsburg, † 962
4. Diemundis von Limburg, † um 980
5. Hedwig von der Leiter zu Perm, † um 1000
6. Hinzula von der Albn, † um 1021
7. Regina von der Leiter, † um 1034
8. Hemma von Erlach, † um 1055
9. Gerburga, Schwester Kaiser Heinrich II., † um 1070
10. Mathildis von Sayn, † um 1141
11. Walburga von Trautmannsdorf, † um 1170
12. Anna von Liebnach, † um 1174
13. Margaretha von Pernekh
14. Agnes I. von Frauenburg, † um 1230
15. Adelheid von Harßkirchen
16. Petrissa von der Albn, † um 1242
17. Agnes II., † um 1246
18. Beatrix, † um 1246
19. Sophia I., † um 1253
20. Hadewich II., † um 1263
21. Elisabeth von Töring
22. Magdalena von Thor
23. Euphemia von Truchtlaching
24. Herburgis, † 1307
25. Katharina von Sunnenberg, † 1320
26. Kunigunde von Schonstätt, † 3. November 1339
27. Offemia von Zeisering, † 15. Februar 1356
28. Sophia II. von Truchtlaching, † 24. Januar 1386
29. Elisabeth (Elsbeth) die Thorerin, † 19. Juni 1399
30. Katharina Hamperstorferin, † 6. Januar 1418
31. Elsbeth von Kallensperg, † 31. Januar 1426
32. Dorothea von Laiming, † 29. September 1449
33. Barbara von Aichberg, † 6. Juli 1467
34. Magdalena Auer zu Winkel, † 7. Oktober 1494
35. Ursula Pfäffinger, † 28. Oktober 1528
36. Margaretha von Bodmann, † 26. März 1555
37. Anna von Closen, † 5. September 1565

Administratorinnen:
- Benigna Preiß (1565–1569)
- Margareta Leitgeb, Äbtissin von Niederschönfeld (1569–1575)

Äbtissinnen:
1. Marina Plinthamer, resigniert 1582
2. Sabina Preyndorfer, † 22. Januar 1609
3. Maria Magdalena Haidenbucher, † 29. August 1650
4. Anna Maria Widmann, † 27. Mai 1660
5. Scholastika von Perfall, † 8. Oktober 1682
6. Maria Euphrosina Ettenauer, † 30. September 1686
7. Maria Abundantia Theresia von Griming, † 2. Januar 1702
8. Irmengard II. von Scharfstedt, † 5. Juni 1733
9. Irmengard III. von Thann, † 21. April 1735
10. Luitgard I. von Giensheim, † 4. April 1763
11. Ida von Offenheim, † 10. September 1799
12. Plazida Gartner, † 11. August 1801

Priorinnen:
(Von 1801 bis zur Klosteraufhebung 1803 Priorat. Von der Wiederaufrichtung 1837 bis 1901 ebenfalls Priorat)
1. Benedikta Aschauer (1841–1865)
2. Scholastika Oppacher (1865–1884)
3. Josepha Sedlmayer (1884–1889)
4. Lioba von Hörmann (1889–1899) (verwitwet, Tochter des ehem. pfälzischen Regierungspräsidenten Franz Alwens)
5. Cäcilia Trischberger (1899–1901), am 7. Juli 1901 zur Äbtissin geweiht

Äbtissinnen:
1. Cäcilia Trischberger, † 17. August 1913
2. Placida von Eichendorff (Hedwig Clara Maria Franziska Freiin von Eichendorff), * 24. Feb. 1860, Eintritt 10. August 1892, Profess 28. August 1894, 1902 Magistra (Novizenmeisterin), 1913 Wahl zur Äbtissin, † 7. August 1921
3. Benedicta M. Fensel (Regina Fensel), * 20. August 1867, † 2. August 1948, Profess 28. August 1894, Leitung der Inselvolksschule 12. Oktober 1921 Äbtissinnenweihe, † 2. August 1948
4. M. Stephania Wolf, gewählt 5. August 1948, resigniert 29. Dezember 1979
5. Domitilla Veith, gewählt 5. Januar 1980, resigniert 2003, † 21. Januar 2014[1]
Vakanz: Priorin Benedikta Frick leitete den Konvent als Administratorin 2003–2006
6. Johanna Mayer, seit 2006